# Anania subfumalis
Anania subfumalis är en fjärilsart som beskrevs av Eugene Gordon Munroe och Akira Mutuura 1971. Anania subfumalis ingår i släktet Anania och familjen gräsmott, Crambidae. En underart finns listad i Catalogue of Life, Anania subfumalis continentalis Munroe & Mutuura, 1971